# Dotun Alatishe
Dotun Alatishe – nigeryjski piłkarz grający na pozycji napastnika. W swojej karierze rozegrał 3 mecze w reprezentacji Nigerii.

## Kariera klubowa
W swojej karierze piłkarskiej Alatishe grał w klubach Enugu Rangers i Shooting Stars FC.

## Kariera reprezentacyjna
W reprezentacji Nigerii Alatishe zadebiutował 27 stycznia 1991 roku w zremisowanym 0:0 meczu kwalifikacji do Pucharu Narodów Afryki 1992 z Togo, rozegranym w Lomé. W 1992 roku został powołany do kadry na Puchar Narodów Afryki 1992. Rozegrał na nim jeden mecz, o 3. miejsce z Kamerunem (2:1). Z Nigerią zajął 3. miejsce w tym turnieju. Od 1991 do 1992 rozegrał w kadrze narodowej 3 mecze.